# Phyllarthron
Phyllarthron is een geslacht uit de trompetboomfamilie (Bignoniaceae). De soorten komen voor op het eiland Madagaskar en op de Comoren.

## Soorten
- Phyllarthron antongiliense Capuron
- Phyllarthron articulatum (Desf.) K.Schum.
- Phyllarthron bernierianum Seem.
- Phyllarthron bilabiatum A.H.Gentry
- Phyllarthron bojeranum DC.
- Phyllarthron cauliflorum Capuron
- Phyllarthron comorense DC.
- Phyllarthron humblotianum H.Perrier
- Phyllarthron ilicifolium (Pers.) H.Perrier
- Phyllarthron laxinervium H.Perrier
- Phyllarthron longipedunculatum Callm. & Phillipson
- Phyllarthron megaphyllum Capuron
- Phyllarthron megapterum H.Perrier
- Phyllarthron multiflorum H.Perrier
- Phyllarthron nocturnum Zjhra
- Phyllarthron sahamalazensis Zjhra
- Phyllarthron suarezense H.Perrier
- Phyllarthron subumbellatum H.Perrier
- Phyllarthron vokoaninensis Zjhra

... · 
Campsis (Trompetklimmer) · 
Catalpa (Trompetboom) · 
Crescentia · 
Kigelia · 
Martinella · 
Spathodea · 
Stereospermum · 
...